# Stenochrus tepezcuintle
El micro vinagrillo de cola corta (Stenochrus tepezcuintle) es un arácnido perteneciente a la familia Hubbardiidae del orden Schizomida. Esta especie fue descrita por Armas y Cruz en 2009.

## Clasificación y descripción
El nombre del género Stenochrus proviene de la palabra griega Steno- que significa “estrecho” del monograma chr y la terminación en latín -us que significa “más”. El nombre específico tepezcuintle es en aposición, referido a la localidad tipo de la especie.
Es de color castaño verdoso. Propeltidio con tres pares de sedas dorsales; manchas oculares subovaladas, de bordes poco definidos. Metapeltidio entero. Quelícero: dedo móvil con una lamela rudimentaria, sin dientes accesorios; sérrula compuesta por 21 dentículos y terminada en un diente guardián. Pedipalpos cortos, inermes, excepto por un diminuto espolón en la superficie interna del trocánter; ápice del trocánter ligeramente prominente; fémur 1,9 veces más largo que alto. Pata IV 3 veces más larga que el propeltidio. Esternón anterior con 9 + 2 sedas; esternón posterior con 6 sedas. Terguitos I–VII con dos pares de sedas posteriores submedias; VIII, con cuatro sedas posteriores; IX, con dos pares de sedas posterolaterales. Segmentos abdominales X–XI sin sedas dorsales; XII sin eminencia dorsoposterior, con un par de fuertes sedas dorsales medias. Espermatecas compuestas por dos pares de lóbulos tubulares; el par medio es dos veces más largo que el lateral, aunque este es mucho más ensanchado en la base; gonópodo cortó y ancho, típico del género.

## Distribución
Es una especie endémica de México de la cual solo se conoce registro para el estado de Oaxaca.

## Hábitat
Se le puede encontrar en la selva baja caducifolia, bajo piedras y troncos en descomposición, a una altitud de 80 m s. n. m.

## Estado de conservación
Esta especie no se encuentra dentro de ninguna categoría de riesgo en las normas nacionales o internacionales.